# Liste der Abgeordneten zum Vorarlberger Landtag (XXVII. Gesetzgebungsperiode)
Diese Liste bietet einen Überblick über die Mitglieder des XXVII. Vorarlberger Landtags in der Legislaturperiode von 1999 bis 2004.
Die Abgeordneten des 27. Vorarlberger Landtags wurden in der konstituierenden Sitzung am 5. Oktober 1999 angelobt, nachdem zuvor am 15. September die Wahl zum Vorarlberger Landtag stattgefunden hatte (Siehe dazu Landtagswahl in Vorarlberg 1999).
Zum Landtagspräsidenten wurde in der konstituierenden Sitzung Manfred Dörler (ÖVP) gewählt, der dieses Amt bis zu seinem Tod am 15. Juli 2004 ausübte. Vom 15. Juli bis zum Ende der Legislaturperiode mit der Angelobung des 28. Vorarlberger Landtags am 20. September wurde der Landtag interimistisch von den beiden Vizepräsidenten geleitet.

## Abgeordnete
| Name                     | Fraktion | Anmerkungen |
| ------------------------ | -------- | --- |
| Alge Dietmar             | ÖVP      | |
| Amann Fritz              | FPÖ      | 1. Vizepräsident |
| Beck Manfred             | FPÖ      | |
| Benzer Silvia            | FPÖ      | |
| Bereuter Irene           | ÖVP      | ab 20. Oktober 1999 für ein Mitglied der Landesregierung                                                            |
| Bischof Hans-Peter       | ÖVP      | Nach der Wahl in die Landesregierung auf die Ausübung des Mandats verzichtet                                        |
| Concin Adolf             | ÖVP      | |
| Dörler Manfred           | ÖVP      | Landtagspräsident, am 15. Juli 2004 verstorben                                                                      |
| Egger Dieter             | FPÖ      | mit Mitteilung vom 6. März 2003 auf sein Mandat verzichtet                                                          |
| Fritz Ernst              | ÖVP      | ab 20. Oktober 1999 für Siegmund Stemer                                                                             |
| Gau Walter               | FPÖ      | |
| Gorbach Hubert           | FPÖ      | Nach der Wahl in die Landesregierung auf die Ausübung des Mandats verzichtet                                        |
| Hagen Ernst              | FPÖ      | |
| Halder Gebhard           | ÖVP      | |
| Hofer Albert             | ÖVP      | ab 20. Oktober 1999 für ein Mitglied der Landesregierung                                                            |
| Hörl Christian           | GRÜNE    | bis 31. Jänner 2000                                                                                                 |
| Kasseroler Florian       | FPÖ      | ab 20. Oktober 1999 für Hubert Gorbach                                                                              |
| Keckeis Günther          | SPÖ      | SPÖ-Clubvorsitzender                                                                                                |
| Kohler Hans              | ÖVP      | |
| Lampert Günter           | ÖVP      | 2. Vizepräsident, mit Schreiben vom 3. Dezember 2002 auf sein Mandat verzichtet                                     |
| Lingg Walter             | ÖVP      | ab 20. Oktober 1999 für ein Mitglied der Landesregierung                                                            |
| Mandak Sabine            | GRÜNE    | bis 19. Dezember 2002                                                                                               |
| Mayer Elmar              | SPÖ      | |
| Mennel Bernadette        | ÖVP      | |
| Moosbrugger Josef        | ÖVP      | ab 29. Jänner 2003 für Gottfried Schröckenfuchs                                                                     |
| Neyer Siegfried          | FPÖ      | |
| Nußbaumer Gabriele       | ÖVP      | |
| Pircher Olga             | SPÖ      | ab 31. Jänner 2001 für Helmut Zimmermann                                                                            |
| Polanec Marisa           | SPÖ      | |
| Rauch Johannes           | GRÜNE    | ab 2. Februar 2000 für Christian Hörl                                                                               |
| Rein Manfred             | ÖVP      | Nach der Wahl in die Landesregierung auf die Ausübung des Mandats verzichtet                                        |
| Reis Monika              | ÖVP      | ab 20. Oktober 1999 für ein Mitglied der Landesregierung                                                            |
| Sader Elke               | SPÖ      | |
| Sausgruber Herbert       | ÖVP      | Nach der Wahl in die Landesregierung auf die Ausübung des Mandats verzichtet                                        |
| Schmid Greti             | ÖVP      | bis 6. Oktober 2000 (Wahl zur Landesrätin), erneut am 29. Jänner 2003 für Günter Lampert angelobt                   |
| Schröckenfuchs Gottfried | ÖVP      | ab 20. Oktober 1999 für ein Mitglied der Landesregierung, mit Schreiben vom 11. Dezember 2002 auf Mandat verzichtet |
| Schuler Fritz            | FPÖ      | |
| Schwärzler Erich         | ÖVP      | Nach der Wahl in die Landesregierung auf die Ausübung des Mandats verzichtet                                        |
| Stemer Siegmund          | ÖVP      | Nach der Wahl in die Landesregierung mit Wirkung vom 8. Oktober 1999 auf die Ausübung des Mandats verzichtet        |
| Strohmaier Werner        | FPÖ      | |
| Sulzer Inge              | ÖVP      | |
| Themessl Bernhard        | FPÖ      | ab 2. April 2003 für Dieter Egger                                                                                   |
| Türtscher Josef          | ÖVP      | |
| Waibel Eva Maria         | ÖVP      | Nach der Wahl in die Landesregierung auf die Ausübung des Mandats verzichtet                                        |
| Wallner Markus           | ÖVP      | ab 11. Oktober 2000 für Greti Schmid                                                                                |
| Wieser Hildtraud         | FPÖ      | |
| Wiesflecker Katharina    | GRÜNE    | ab 29. Jänner 2003 für Sabine Mandak                                                                                |
| Winder Christoph         | ÖVP      | |
| Zimmermann Helmut        | SPÖ      | bis 1. Jänner 2001                                                                                                  |